# Assafe Já V
Mir Taniate Ali Cã (Mir Tahniyath Ali Khan; m. 1869), cujo título real era Afezal Daulá, Afezal Adaulá (Afzal-ud-Daulah) e Assafe Já V (Asaf Jah V), foi o oitavo nizã de Hiderabade entre 1857 e 1869, em sucessão a Assafe Já IV (r. 1803–1829).